# Флора Закарпатської області

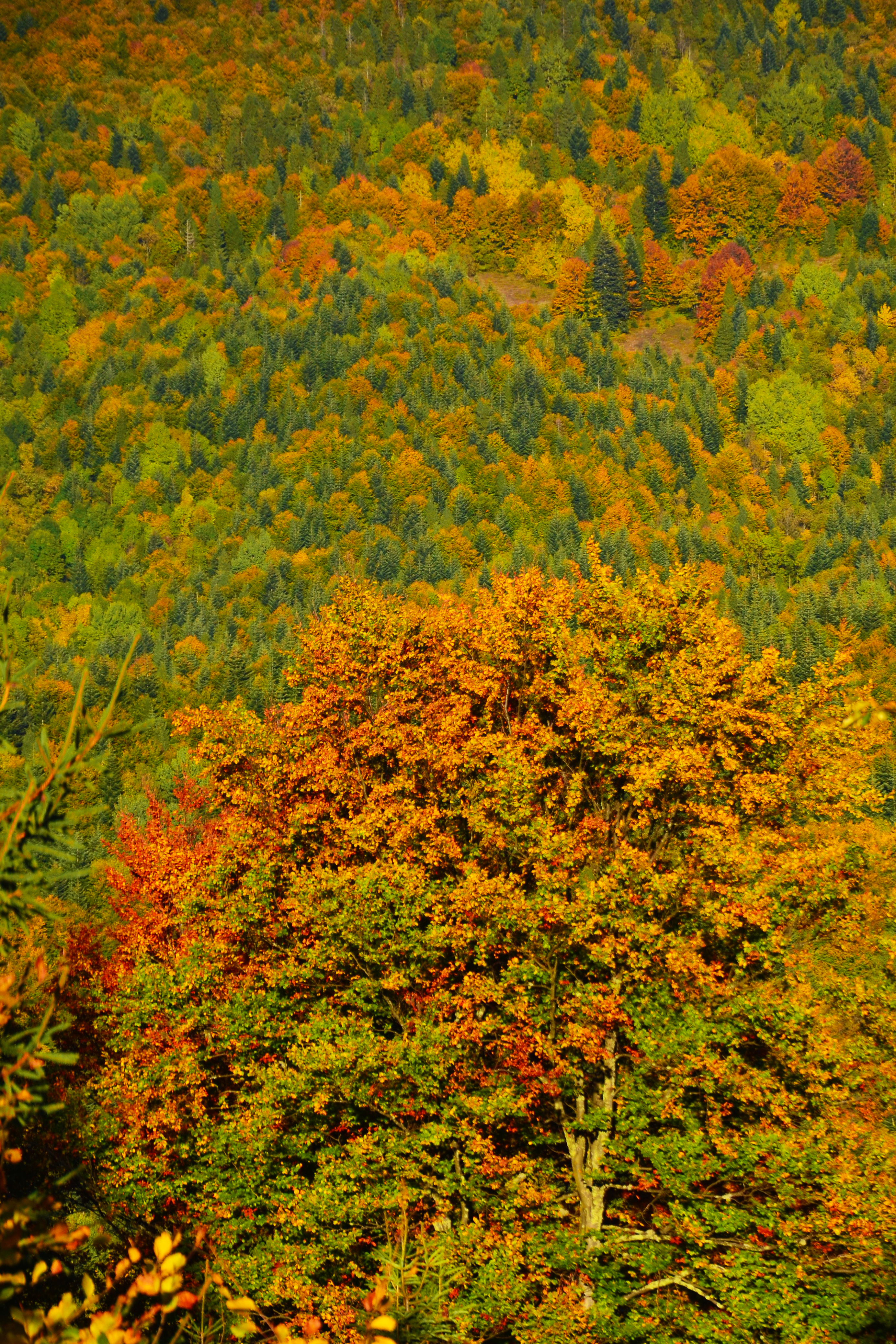
Букові праліси

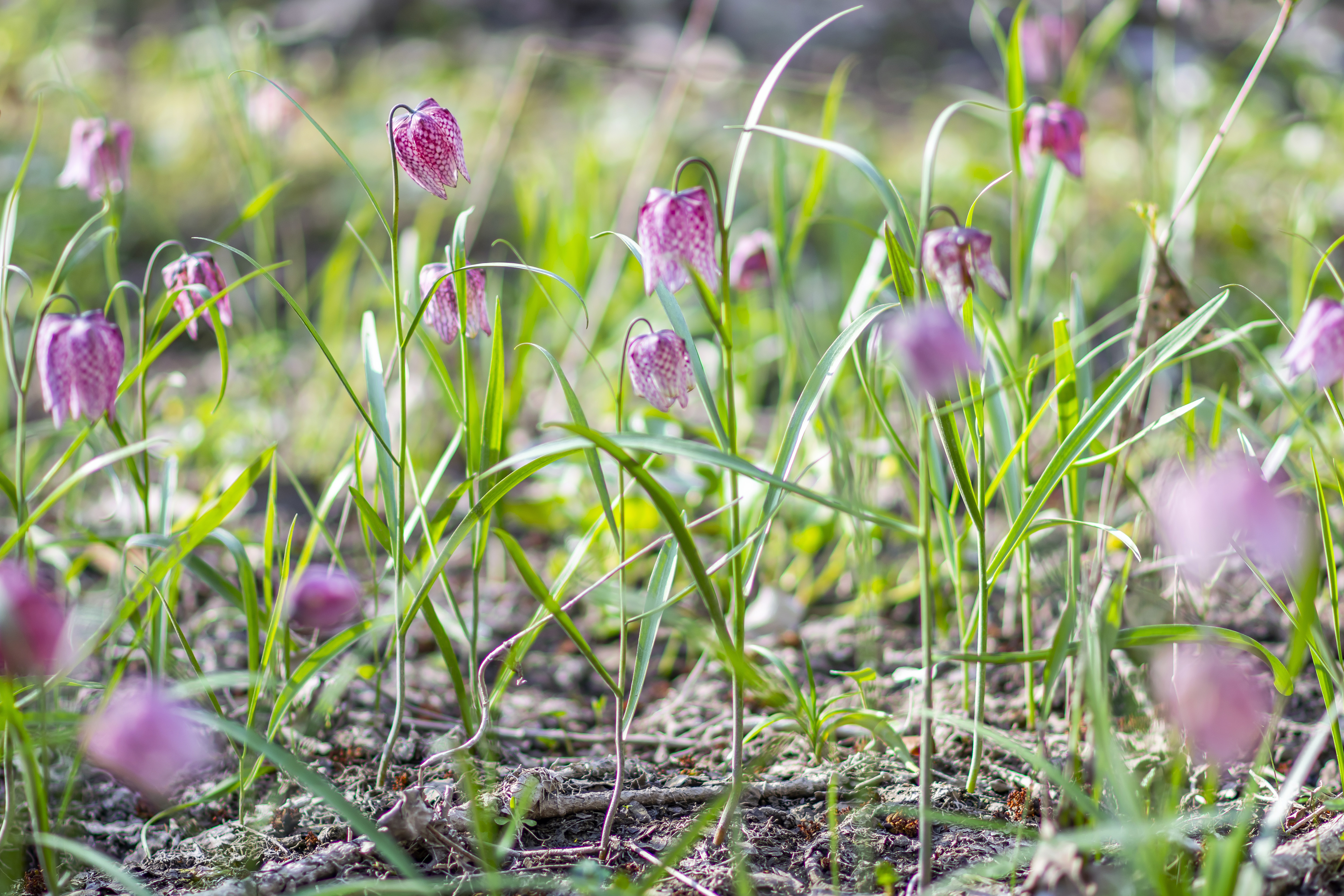
Рябчики шахові

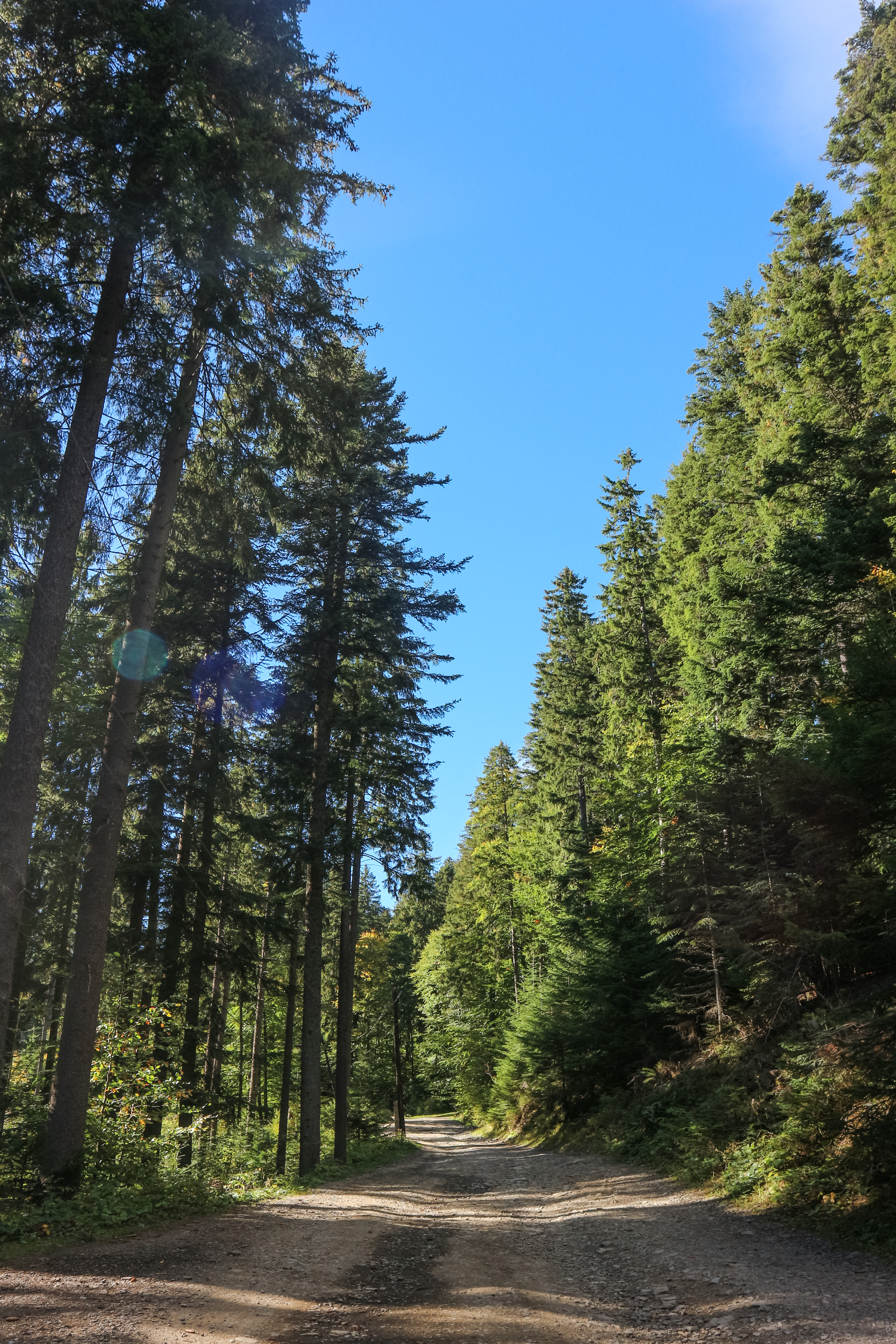
Смерекові Карпати

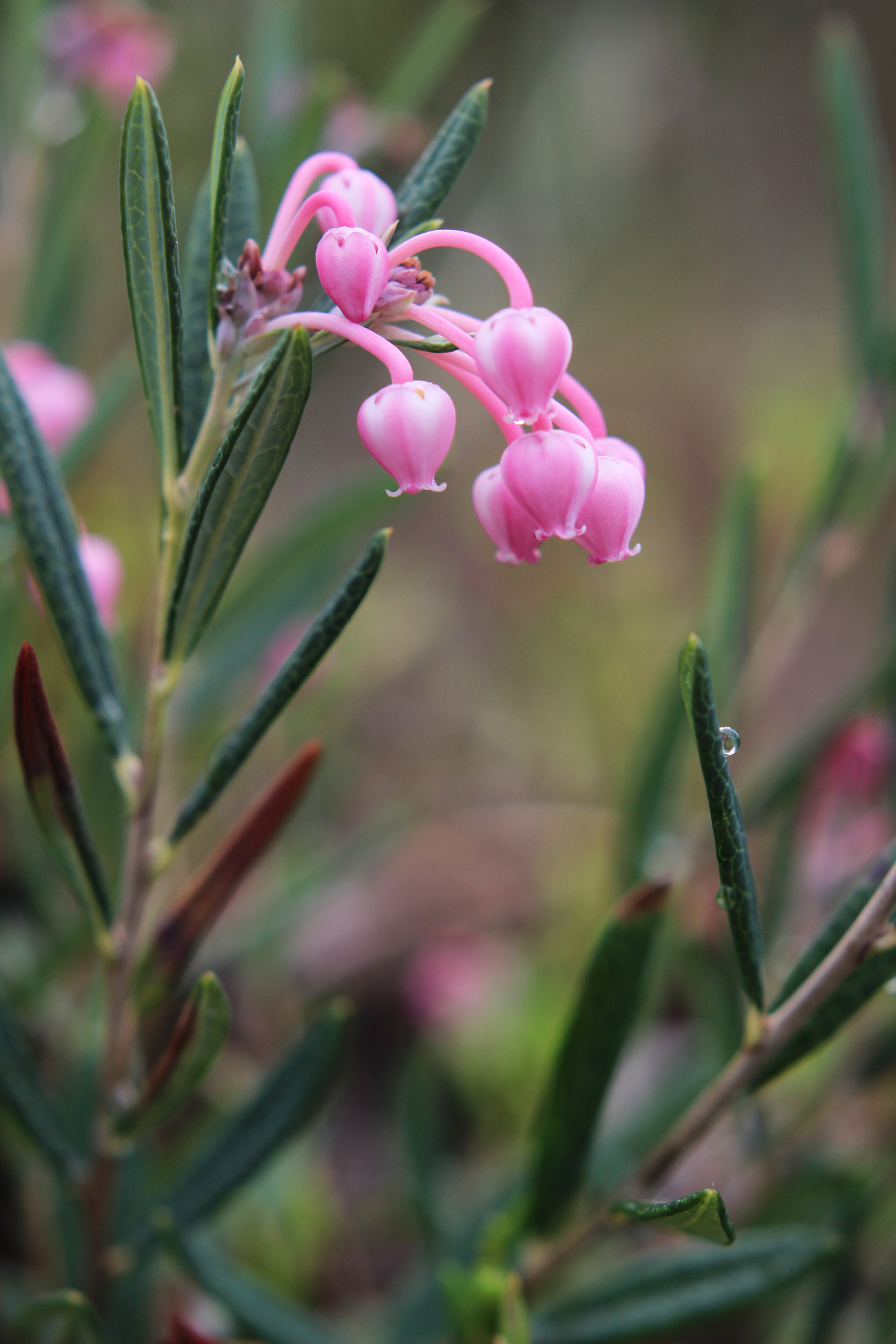
Андромеда багатолиста

Флора Закарпатської області — сукупність рослинних угрупувань краю.
У Закарпатській області загальна кількість видів флори становить — 2027 одиниць, що відповідає 50% до загальної чисельності видів України. З них 237 видів флори занесені до додатків Конвенції про охорону дикої флори і фауни та природних середовищ існування в Європі, 22 види флори занесені до додатків Конвенції про міжнародну торгівлю видами дикої фауни і флори, що перебувають під загрозою зникнення (CITES).
За загальними ботаніко-географічними рисами рослинного покриву територія області належить до Карпатської підпровінції Середньо-європейської провінції Європейської широколистяної області, а Закарпатська низовина — до Паннонської підпровінції Центральноєвропейської флористичної провінції.
Сучасний рослинний покрив дикої природи Закарпаття, як і Карпат в цілому, розпочав формуватися близько 12 тис. років тому.
Лісовий покрив сформований в основному буком, ялиною, ялицею, дубом з домішкою явора, ясена, ільму та інших цінних порід. У лісових насадженнях твердолистяні породи складають 66,8% (в тому числі 57,2% — бук), хвойні 27,9% (в тому числі ялина — 26,4%), м'яколистяні та інші породи — 5,3%.
За віковою структурою переважають молодняки (22,8%) та середньовікові насадження (45,4%). Пристигаючі складають 11,5%, а стиглі і перестійні −20,3%.
Враховуючи особливу екологічну специфіку Закарпатського регіону, майже 160 тис. гектарів (близько 25%) відноситься до лісів природоохоронного призначення. Серед них внаслідок важкодоступності збереглись значні ділянки первозданних лісів або пралісів.

## Геоботанічне районування Закарпатської області

### Округ дубових лісів з дуба звичайного
райони: 1 — грабово-дубових лісів Чоп-Мукачівської низовини; 2 — Солотвинської улоговини;
Округ дубових, буково-дубових і дубово-букових із дуба скельного;
райони: 3 — дубових, буково-дубових, подекуди букових лісів Вигорлат-Гутинського вулканічного хребта; 4 — буково-дубових і дубово-букових лісів Липчансько-Велико-Бичківського передгір'я; 5 — буково-дубових, дубово-букових і букових Шаяно-Кривських лісів;

### Округ букових лісів
райони: 6 — грабово-букових і букових Дубриницько-Свалявських лісів; 7 — букових і ялицево-букових Верхньоужоцькнх лісів; 8 — букових лісів південних мегасхилів Вододільного хребта;

### Округ темнохвойно-букових і буково-темнохвойних лісів Вододільного хребта
райони: 9 — Бєскидських смереково-ялицево-букових лісів; 10 — Міжгірських смереково-ялицево-букових і буко-во-ялицсво-смерекових лісів; 11 — Рахівських смереково-ялицево-букових і буково-ялицево-смерекових лісів;

### Округ смерекових гірсько-карпатських лісів
райони: 12 — горганських смерекових лісів; 13 — Чорногірсько-Мармароських смерекових лісів;

### Округ криволісся, субальпійських і альпійських лук
райони: 14 — низькогірничих полонин Кременця, Рівної, Пікуя, Боржави; 15 — середньогірних полонин Красної, Свидівця, Рахівського Менчулу; 16 — Горганських гірсько-соснових заростей, мохово-лишайникових пустищ і кам'яних розсипищ; 17 — Чорногірсько-Мармареських заростей криволісся, субальпійських і альпійських лук.

## Рослини Закарпатської області занесені до Червоної книги України
- Айстра альпійська
- Аконіт жакена
- Аконіт опушеноплодий
- Алекторія паросткова, алекторія лозовидна
- Аллоцетрарія океза, тукерманопсис океза, цетрарія океза
- Анакамтодон сплахноподібний
- Аспленій чорний
- Астрагал крайни
- Бамбузіна бребіссона
- Баранець звичайний
- Батрахоспермум зовнішньоплідний
- Беладонна звичайна
- Белонія геркулінська
- Береза темна
- Берека (горобина берека)
- Билинець довгорогий
- Билинець найзапашніший
- Билинець щільноквітковий
- Білопечериця дівоча, гриб-зонтик дівочий
- Білотка альпійська, едельвейс, шовкова косиця
- Білоцвіт весняний
- Білоцвіт літній
- Борідник шерстистоволосистий
- Боровик бронзовий, боровик темно-каштановий
- Боровик королівський, яєчник
- Бровник однобульбовий (герміній однобульбовий)
- Будяк пагорбовий
- Бузок угорський
- Булатка великоквіткова
- Булатка довголиста
- Булатка червона
- Вальдштейнія гравілатоподібна
- Верба альпійська
- Верба старке
- Верба трав'яна
- Верба туполиста
- Вероніка безлиста
- Вероніка кущикова
- Вероніка стокроткова
- Вітеринка нарцисоквіткова (анемона нарцисоквіткова)
- Водяний горіх плаваючий
- Вудсія альпійська
- Вудсія ельбська
- Гадюча цибулька гроноподібна
- Герицій коралоподібний
- Гетеродермія прекрасна, анаптіхія прекрасна
- Гетерофіл споріднений
- Гіалекта стовбурова
- Глевчак однолистий (малаксис однолистий)
- Гніздівка звичайна
- Головатень високий
- Горянка дворядна
- Грифола листувата
- Гронянка багатороздільна
- Гронянка півмісяцева (ключ-трава)
- Гронянка ромашколиста
- Гудієра повзуча
- Гукерія блискуча
- Дельфіній високий
- Дзвоники карпатські
- Дзвоники кладни
- Доліхоуснея найдовша, уснея найдовша
- Дріада восьмипелюсткова
- Дрік малонасінний
- Дрочок крилатий
- Дуб кошенільний (дуб австрійський)
- Еритроній собачий зуб
- Жимолость голуба (Жимолость синя)
- Жировик льозеля
- Жовтець тора (Жовтець татранський)
- Жовтозіля карпатське
- Журавлина дрібноплода
- Зелениця альпійська (Дифазіаструм альпійський)
- Зелениця Ісслера (дифазіаструм Ісслера)
- Зеленоплідниця фіолетова
- Зіновать біла, рокитничок білий
- Зіновать подільська, рокитничок подільський
- Зіновать рошеля, рокитничок рошеля
- Злинка альпійська
- Зозулинець прикрашений
- Зозулинець пурпуровий
- Зозулинець чоловічий
- Зозулині сльози серцелисті
- Зозулині сльози яйцеподібні
- Зозулині черевички справжні
- Зозульки бузинові (пальчатокорінник бузиновий)
- Зозульки м'ясочервоні (пальчатокорінник м'ясочервоний)
- Зозульки плямисті (пальчатокорінник плямистий)
- Зозульки серценосні (пальчатокорінник серценосний)
- Зозульки травневі (пальчатокорінник травневий)
- Зозульки траунштейнера (пальчатокорінник траунштейнера)
- Зозульки фукса (пальчатокорінник фукса)
- Їжача голівка вузьколиста
- Квітохвісник арчера, антурус арчера
- Кисличник двостовпчиковий
- Клаваріадельф товкачиковий
- Клокичка периста
- Ковила закарпатська
- Кололеженея россетта
- Комоничок зігнутий
- Конюшина темно-каштанова
- Конюшина червонувата
- Коральковець тричінадрізаний
- Короличка пізня
- Коручка болотна
- Коручка дрібнолиста
- Коручка ельбська (Коручка пізньоквітуча)
- Коручка пурпурова
- Коручка темно-червона
- Коручка чемерникоподібна (Коручка широколиста)
- Косарики болотні
- Косарики черепитчасті
- Костриця гірська
- Костриця порціуса
- Костриця скельна
- Котячі лапки карпатські
- Крупка аїзоподібна
- Ласкавець жовтецевий
- Ласкавець тонкий
- Лептогіум насічений
- Листочня кучерява, спарасис кучерявий
- Лілійка пізня (ллойдія пізня)
- Лілія лісова
- Ліхеномфалія гудсонова, омфаліна гудсонова, ботридина зелена, корисціум зелений
- Лобарія легеневоподібна
- Ломикамінь бульбистий
- Ломикамінь карпатський
- Ломикамінь мохоподібний
- Ломикамінь напівзонтиковий
- Ломикамінь переломниковий
- Любка дволиста
- Любка зеленоквіткова
- Людвігія болотна
- Марсилея чотирилиста
- Меезія багнова
- Меланохалеа елегантна, меланелія елегантна, меланелія незабарвлена, пармелія елегантна
- Мінуарція рідкоквіткова
- Місячниця оживаюча (лунарія оживаюча)
- Мітлиця скельна
- Міхурниця альпійська (пухирник альпійський)
- Міхурниця гірська (пухирник гірський)
- Міхурниця судетська (пухирник судетський)
- Модрина польська
- Молодило гірське
- Молодило мармурове
- Моховик паразитний
- Мутин собачий
- Мухомор цезаря
- М'якух болотний (хаммарбія болотна)
- Надбородник безлистий
- Нарцис вузьколистий
- Наскельниця лежача
- Неотінея обпалена (зозулинець обпалений)
- Нефрома загорнута
- Нефрома рівна
- Орлики трансильванські
- Орлики чорніючі
- Осока богемська
- Осока буксбаума
- Осока двоколірна
- Осока девелла
- Осока затінкова
- Осока лахеналя
- Осока малоквіткова
- Осока піхвова
- Осока скельна
- Осока темно-бура
- Осока щетиниста
- Офрис комахоносна
- Очиток застарілий
- Очки гладенькі
- Паннарія шерстиста
- Пармелієла щетинистолиста
- Пармотрема перлинова, пармотрема китайська, пармелія перлинова
- Педіаструм каврайського
- Пеніум борге
- Первоцвіт борошнистий
- Первоцвіт галлера
- Первоцвіт дрібний
- Печериця романьєзі
- Півники несправжньосмикавцеві
- Півники сибірські
- Підсніжник білосніжний (Підсніжник звичайний)
- Пізньоцвіт осінній
- Плавун щитолистий
- Плагіотецій некероподібний
- Плаун річний
- Плаунець заплавний (Лікоподієлла заплавна)
- Плаунок плауноподібний
- Плаунчик швейцарський (плаунок швейцарський)
- Плодоріжка блощична (зозулинець блощичний)
- Плодоріжка болотна (зозулинець болотний)
- Плодоріжка рідкоквіткова (зозулинець рідкоквітковий)
- Плодоріжка салепова (зозулинець салеповий)
- Порхавка болотяна
- Псевдобрій цинклідієподібний
- Псевдорхіс білуватий (лейкорхіс білуватий)
- Пухирник брема
- Пухирник південний
- Решіточник червоний
- Роговиця роговикова (діходон роговиковий)
- Родіола рожева
- Рододендрон східнокарпатський (Рододендрон миртолистий, Рододендрон кочі)
- Роман карпатський
- Роя англійська
- Рутовик коріандролистий
- Рябчик шаховий
- Рястка буше
- Сальвінія плаваюча
- Сашник іржавий
- Сверція багаторічна (бешишниця багаторічна)
- Свистуля татарська
- Селанія сизувата
- Сироїжка синювата
- Ситник бульбистий
- Ситник тупопелюстковий
- Ситняг багатостебловий
- Ситняг карніолійський
- Скапанія швейцарська
- Скополія карніолійська
- Скрученик спіральний
- Смілка зеленоквіткова
- Сокироносиця струнка (вязіль стрункий)
- Солодушка солодушкова
- Солоріна двоспорова
- Солоріна мішкувата
- Сон шерфеля (сон білий)
- Сосна кедрова (сосна кедрова європейська)
- Сосюрея альпійська
- Соссюрея порціуса
- Стікта закопчена
- Стікта лісова
- Сугайник угорський
- Сугайник штирійський
- Сфагн блискучий
- Сфагн тоненький
- Тамнолія щетиниста
- Тирлич безстебловий
- Тирлич весняний
- Тирлич жовтий
- Тирлич крапчастий
- Тирлич роздільний
- Тирлич сніговий
- Тис ягідний (негній-дерево)
- Товстянка альпійська
- Товстянка звичайна
- Траунштейнера куляста
- Трутовик зонтичний
- Трюфель літній, трюфель їстівний
- Тукнерарія лаурера, тукерманопсис лаурера, цетрарія лаурера
- Уснея квітуча
- Фіалка біла
- Філопор рожево-золотистий
- Фруланія яка
- Хара брауна
- Хара витончена
- Хрящ-молочник чорний, хрящ-молочник деревний
- Цибуля ведмежа (черемша)
- Чина гладенька
- Чина трансильванська
- Чихавка тонколиста (деревій шура)
- Чихавка язичкова (деревій язичковий)
- Шафран банатський
- Шафран гейфелів
- Шейхцерія болотна
- Шишкогриб лускатий, лускач
- Шолудивник лісовий
- Язичник сибірський (Язичник буковинський, Язичник український)
- Язичник сивий
- Язичок зелений
- Ясен білоцвітий
- Ясенець білий

## Відтворення дикорослих рослин
НПП «Синевир»
Підсніжник білосніжний
(Galantus nivalis L.)-132 шт.
Білоцвіт весняний
(Leucojum vernum L.)-110 шт.
Шафран Гейфелів
(Crocus heuffelianus Herb)-264 шт.
Нарцис вузьколистий
(Narcissus angustifolius Curt)-198 шт.
Проліска дволиста
(Scilla bifolia L.)-60 шт.
Первоцвіт весняний
(Primulalaes veris L.)-84 шт
Ужанський НПП
Бузок угорський
(Syringa josikaea J. Jacq. ex)-50 шт.